# Morro do Elefante
Morro do Elefante är ett berg i Brasilien.   Det ligger i kommunen Rio de Janeiro och delstaten Rio de Janeiro, i den sydöstra delen av landet, 900 km sydost om huvudstaden Brasília. Toppen på Morro do Elefante är 723 meter över havet, eller 37 meter över den omgivande terrängen. Bredden vid basen är 0,33 km.
Terrängen runt Morro do Elefante är kuperad åt sydväst, men åt nordost är den platt. Runt Morro do Elefante är det mycket tätbefolkat, med 5 021 invånare per kvadratkilometer.. Närmaste större samhälle är Rio de Janeiro, 8,9 km öster om Morro do Elefante. 
Runt Morro do Elefante är det i huvudsak tätbebyggt.